# 2013年巴黎大師賽
2013年巴黎大師賽（也稱為2013年巴黎銀行公開賽 -贊助商是勞力士）舉辦於室內硬地球場的網球比賽。這是第41屆賽事，於2013年10月28日至11月3日舉行。

## 冠軍

### 單打
- 諾瓦克·喬科維奇 擊敗  大衛·費雷爾（7–5、7–5）
- 這是費雷爾今年第6座冠軍與生涯第40座冠軍，也是第16座大師系列賽冠軍。

### 雙打
- 鲍勃·布赖恩 /  迈克·布赖恩 擊敗  亞歷山大·皮亞 /  布魯諾·蘇雷斯（6–3、6–3）

## 外部連結
- 官方網站（页面存档备份，存于）